# Contea di Shuyang
La contea di Shuyang (沭阳县S, Shùyáng XiànP) è una contea della Cina, situata nella provincia di Jiangsu e amministrata dalla prefettura di Suqian.